# Mahenge
Mahenge est une ville de Tanzanie située dans le plateau calcaire du même nom, au sud-est de Singida dans une zone de savane boisée de type miombo. La saison chaude est d'octobre à février et la saison des pluies de mars à mai. L'ethnie principale est représentée par les Wapogoros.

## Histoire
Ce sont les missionnaires capucins qui ont fondé ici une mission en 1897. La région fait alors partie de l'Afrique orientale allemande et elle subit des razzias d'esclavagistes musulmans qui sont combattues par l'administration coloniale. Les troupes d'askaris de la colonie allemande sont battues le 9 octobre 1917 aux alentours du village par les unités du Congo belge commandées par le lieutenant-colonel Huyghé. Mahenge abrite de manière éphémère une administration alliée en 1919, avant que la capitale ne soit définitivement choisie à Dar-es-Salam. 
Un petit séminaire, du nom de petit séminaire Saint-François est fondé en 1950 par le père Faessler OFM Cap., au lieu-dit de Kasita. Il est toujours en activité et considéré comme un établissement secondaire de qualité avec 350 élèves en 2015 . La ville devient le siège en 1964 du nouveau diocèse de Mahenge avec la cathédrale du Christ-Roi, construite par les pères capucins.

## Infrastructures
Mahenge dispose d'un hôpital, d'un marché et de plusieurs écoles primaires et secondaires (comme l'école secondaire pour filles Regina Mundi).

## Économie
Les habitants vivent surtout du petit commerce et de l'agriculture, riz, haricots, maize, etc.